# Milan du Mississippi
Ictinia mississippiensis
Espèce
Statut de conservation UICN

 LC  : Préoccupation mineure
Statut CITES
Le Milan du Mississippi (Ictinia mississippiensis) est une espèce de rapace diurne néarctique appartenant à la famille des Accipitridae. Il possède des ailes étroites et pointues et opère un vol gracieux, donnant l'illusion de flotter dans les airs. Ce n'est pas rare d'en voir plusieurs voler dans la même zone.

## Description
Cet oiseau mesure environ 37 cm de longueur pour une envergure de 89 cm. Les adultes sont de couleur grise, plus foncé sur les plumes de la queue et l'extérieur de leurs ailes, plus clair sur leurs crânes et l'intérieur de leurs ailes. Les mâles et femelles sont assez similaires, mais ces premiers sont légèrement davantage pâles sur le crâne et le cou. Les jeunes spécimens possèdent des queues rayées et des corps striés. Le poids du Milan varie entre 214 et 388 grammes. Son chant est un piaillement aigu, similaire à un jouet émettant un couinement. 

## Alimentation
Le Milan se nourrit essentiellement d'insectes qu'il capture en vol. Il mange des cigales, des sauterelles et autres insectes nuisibles aux cultures, se rendant ainsi important du point de vue économique. Il est aussi attesté qu'il se nourrissent de petits vertébrés comme des oiseaux, des amphibiens, des reptiles et de petits mammifères. 

## Migration
Le Milan du Mississippi migre à travers le centre et le sud des États-Unis. Leur territoire migratoire s'étant récemment élargi, cette espèce fut régulièrement observée dans les États méridionaux de Nouvelle-Angleterre et une paire atteignit avec succès le nord, plus précisément la localité de Newmarket, dans le New-Hampshire. En hiver, ils migrent vers un climat subtropical atteignant alors l'Amérique du Sud. Ils y pondent deux œufs blancs (rarement trois) dans un nid fait de branchages, répartis dans des plantes décidues. Depuis les 75 dernières années les Milans subirent des modifications dans la construction de leurs nids, incluant notamment, en plus des forêts et des savanes, les champs plus près des aires urbaines. Cette espèce acquit alors une popularité certaine en tant que grand bâtisseur de nids dans les États du sud-ouest américain. 
Une fois arrivés dans la colonie, les parents (unis avant l'arrivée sur le site) couvent les œufs et s'occupent des jeunes spécimens. Cette couvée annuelle met 30 à 32 jours à éclore. Les oisillons s'envolent du nid 30 à 35 jours après leur mise au monde. Néanmoins, seulement la moitié des Milans élèvent correctement leurs descendants. Les couvées sont victimes des tempêtes et des prédateurs comme les ratons-laveurs ou les Grand-duc d'Amérique. Grâce au nombre réduit de prédateurs en aire urbaine, les Milans produisent plus d'oisillons à l'intérieur de celles-ci que dans une aire rurale. Leur durée de vie moyenne est de 8 ans. 

## Conservation
Même si le Milan du Mississippi n'est pas une espèce en danger, elle est protégée par le Migratory Bird Treaty Act of 1918 qui empêche les oiseaux, leurs œufs et leurs nids (occupés ou vides) d'être déplacés ou touchés sans les permis appropriés. Cette espèce peut s'avérer être une nuisance quand elle choisit de s'installer dans une aire urbaine fréquentée, comme un terrain de golf ou une école. Les Milans protègent leurs nids en plongeant sur les menaces perceptibles, incluant les humains. Rester à au moins 50 mètres du nid est le meilleur moyen d'éviter les conflits. Si cette distance ne peut pas être respectée, porter un chapeau ou remuer les mains peut être un moyen d'éviter un contact mais ne peut pas nécessairement empêcher un plongeon de la part du Milan. 

## Répartition
Cet oiseau se reproduit dans le sud des États-Unis et hiverne en Amérique du Sud.